# Зденек Луковский из Штернберка
Зденек Луковский из Штернберка или Зденек из Штернберка на Лукове (чеш. Zdeněk Lukovský ze Šternberka, Zdeněk ze Šternberka na Lukově; ум. в 1405 году) — средневековый моравский аристократ из луковской линии моравской ветви панского рода Штернберков, участник маркграфских войн в Моравии и похода Сигизмунда Люксембургского в Венгрию. Унаследовал часть владений пресекшейся в 1397 году прямой моравской ветви Штернберков.

## Происхождение и молодые годы
Зденек Луковский из Штернберка был старшим из трёх сыновей моравского земского судьи Матоуша из Штернберка (ум. 1371) и внуком высочайшего коморника Моравского маркграфства Здеслава Старшего из Штернберка. Матерью Зденека была Болька из Якубова. Зденек упоминается в дошедших до наших дней источниках начиная с 1368 года. Ещё при жизни отца он непродолжительное время владел частью деревни Мораван.

## Управление имениями

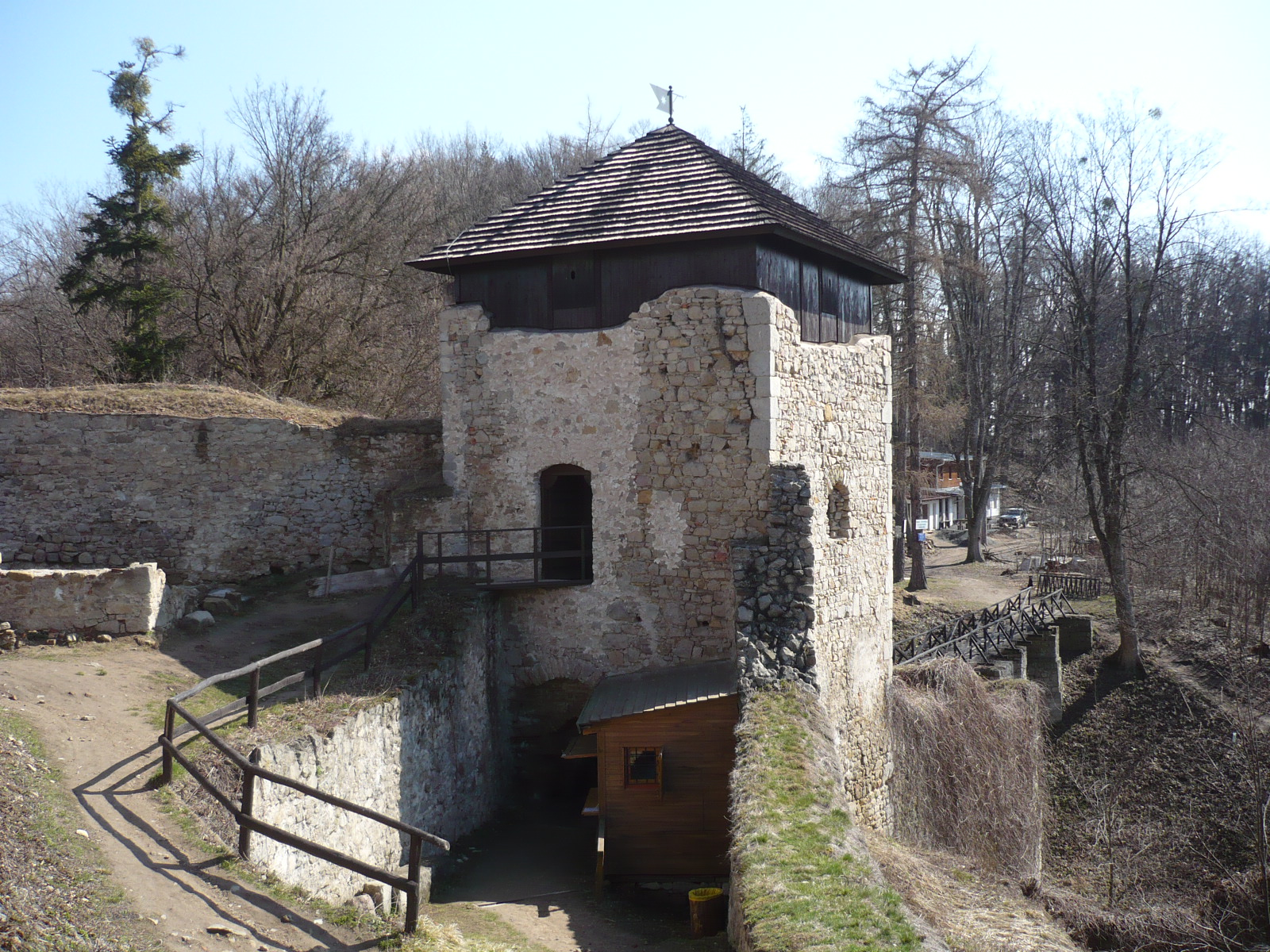
Руины моравского замка Луков

После смерти пана Матоуша из Штернберка в 1371 году все его владения, основными из которых были Луковское и Голешовское панства, совместно унаследовали его сыновья Зденек и Ян (Ешек), которые поделили между собой каждое панство и управляли каждый своей частью самостоятельно. Зденек получил половину замка Луков и западную часть Луковского панства, в состав которого, помимо прочего, входили деревня Луков и местечко Фриштак. После смерти матери братья также вместе унаследовали и разделили местечко Тиштин (в 1398 году Зденек продал свою часть Тиштина). В 1391 году Зденек Луковский приобрёл часть имения Бржезолупи у Угерске-Градиште.
После различных операций по приобретению и отчуждению имений, в результате которых в основном отдалённые имения ушли из владения Зденека, примерно к 1395 году ядро владений Зденека окончательно сформировалось — оно включало в себя половину замка и панства Луков, половину города и панства Голешов, часть имения Бржезолупи. В 1397 году Зденек выкупил у маркграфа Йошта Злинское панство, а также имения Чейковице, Клечувка и Трнава и в том же году Зденек и Ян (Ешек) унаследовали по смерти своего родича Петра II из Штернберка панство Количин. В июне 1398 года Зденек совместно с братом купил у другого своего родича Смила Забржегского из Штернберка панство Шильперк—Гоштейн, при этом братья позволили Смилу дожить свой век в Гоштейнском замке. В результате раздела новых владений с братом Зденек получил Шильперк (ныне Штити) и половину панства Количин.
В период правления опавского князя Пршемысла I, очевидно, между 1402 и 1405 годами Зденек Луковский получил от маркграфа Моравии в залог Пршеровское панство (находившееся в сфере военно-политических интересов князя Пршемысла Опавского). Согласно сохранившимся источникам, Зденек провёл работы по укреплению обороноспособности стратегически расположенного Пршерова — Пршеровский замок и часть города были обнесены палисадом (парканом) и окружены рвом. Судя по всему, эти фортификационные работы были проведены Зденеком Луковским летом 1404 года незадолго до битвы между войсками моравского маркграфа Йошта и короля Венгрии Сигизмунда Люксембургского.

## Военно-политическая деятельность
Об участии Зденека Луковского из Штернберка в моравской политике периода маркграфских войн свидетельствует ряд дошедших до нас грамот. В частности, в грамоте, датированной 13 января 1376 года, Зденек из Штернберка на Лукове выступает свидетелем примирения между маркграфами Яном Собеславом и Йоштом, а в грамоте от 1382 года — между маркграфами Йоштом и Прокопом. Среди чешских историков не сложилось единого мнения относительно того, на чьей стороне Зденек Луковский выступал в ходе моравских маркграфских войн. Возможно, за время войн Зденек несколько раз переходил от одной воюющей партии к другой. Известно, что брат Зденека Ян (Ешек) Луковский первоначально был сторонником маркграфа Йошта, но вскоре перешёл на сторону маркграфа Прокопа. По мнению Вацлава Штепана, в 1394 году, во время второй войны, Зденек Луковский вместе с опавскими князьями выступил на стороне маркграфа Прокопа Люксембургского. Мартин Чапский, напротив, считает, что во время второй войны князь Пршемысл Опавский был сторонником маркграфа Йошта, однако в военных действиях не участвовал, из чего можно сделать вывод, что и Зденек Луковский в тот период маркграфских войн фактически оставался в стороне.
Чешские историки Зденек Поклуда и Павел Юржик склоняются к тому, что уже во время первой маркграфской войны Зденек Луковский из Штернберка стоял на стороне маркграфа Йошта, а также имел взаимоотношения с его кузеном и союзником Сигизмундом Люксембургским, претендовавшим на венгерский престол. Эти взаимоотношения в 1385 году привели Зденека и его двоюродного брата Вилема из Штернберка к участию в венгерской кампании Сигизмунда. Известно, однако, что в 1386 году Сигизмунд передал Йошту жалобу на Зденека Луковского, который де оскорблял и бесчестил Сигизмунда. Судя по всему, Зденек требовал от Сигизмунда Люксембургского выплаты сумм, причитавшихся за военную помощь в венгерской кампании, и когда понял, что Сигизмунд не спешит с осуществлением выплат, инициировал некую юридическую процедуру по взысканию долга, что настолько задело самолюбие Сигизмунда, что он попенял на это маркграфу Йошту. В ответ на это Йошт попытался оказать давление на Зденека и Яна Луковских из Штернберка, в результате чего братья перешли на сторону маркграфа Прокопа.

## Семья
Зденек Луковский из Штернберка был женат на Кунке из Кунштата, от которой имел двоих сыновей, Ешека (ум. до 1398 года) и Альбрехта (ум. в 1416 году), а также дочь Маркету. После смерти Зденека в 1405 году все его владения перешли по наследству к его сыну Альбрехту Луковскому из Штернберка.